# Till Rüger

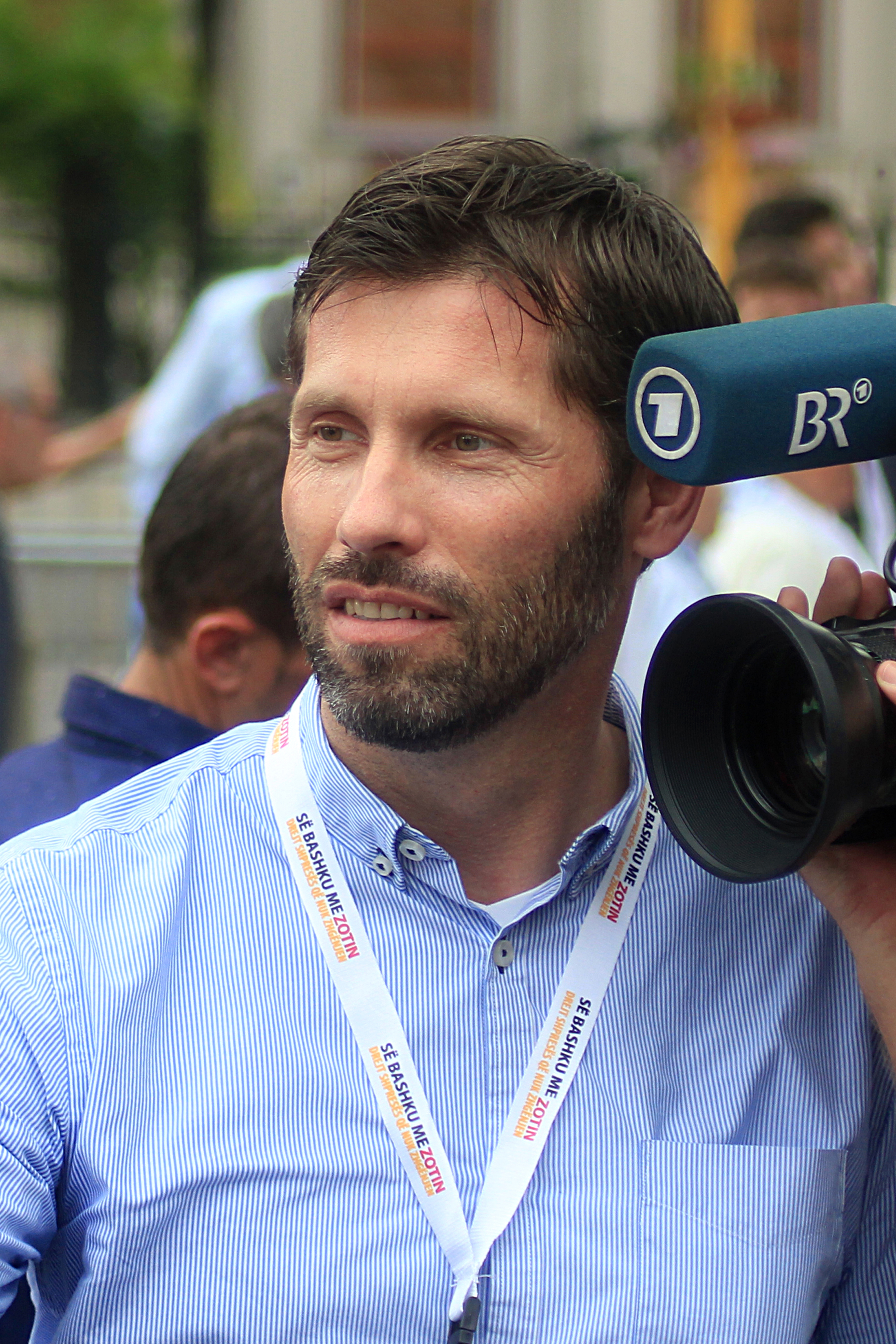
Till Rüger BR und ARD Journalist

Till Carlo Rüger (* 1970 in Nürnberg) ist ein deutscher Journalist und Biologe.

## Leben

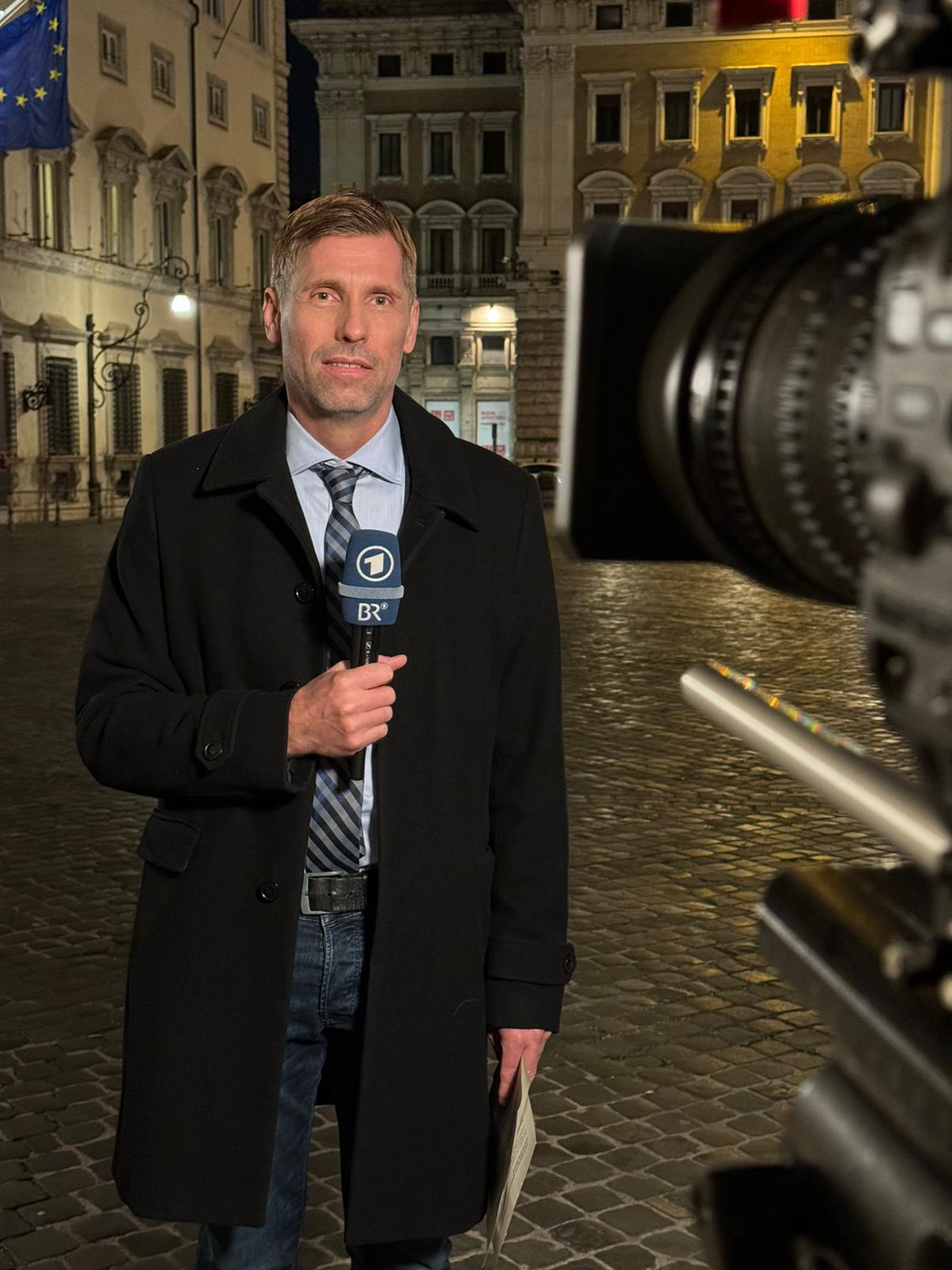
ARD-Korrespondent Till Rüger während einer Live-Schalte mit Tagesschau aus Rom.

Rüger wuchs in Nürnberg auf. Er studierte Biologie, Politik und Journalismus an der Friedrich-Alexander-Universität Erlangen-Nürnberg und der American University in Washington, D.C. Er promovierte zum Dr. rer. nat. in Physiologie am Lehrstuhl für Zoologie an der Universität Erlangen-Nürnberg.
Seit Oktober 1997 arbeitet er bei der ARD. Er war Reisekorrespondent in Rom, Tel Aviv, Gaza, Wien, Belgrad und Pristina. Zeitweise moderierte er die Nachtausgabe der Rundschau. Er schrieb Drehbücher für Nano, Zapp, Weltspiegel und Zeitspiegel. Zwischen August 2014 und 2019 war er ARD-Fernsehkorrespondent für Österreich und Südosteuropa. Mittlerweile ist er Reporter im Bereich Innenpolitik und berichtet über Wissenschafts- und Gesundheitspolitik. 2022 erhielt er den Ulrich-Schwabe-Medienpreis. Er ist Kuratoriumsmitglied der Wings of Hope Deutschland.